# Zatoka esowata

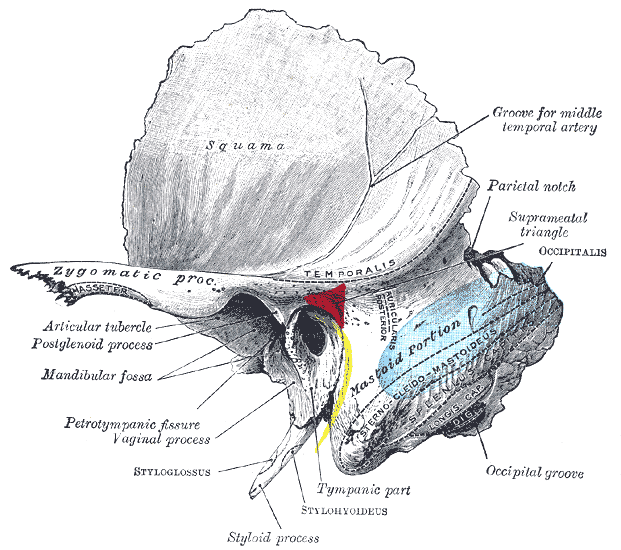
Rzut zatoki esowatej lewej (zaznaczona na niebiesko) na boczną ścianę wyrostka sutkowego kości skroniowej.

Zatoka esowata (łac. sinus sigmoideus) – w anatomii człowieka parzysta zatoka opony twardej mózgowia, należąca do grupy górnej (tylno-górnej) zatok. Jest przedłużeniem zatoki poprzecznej. 

## Przebieg
Zatoka esowata biegnie po wewnętrznej powierzchni części skalistej kości skroniowej. Jej bruzda (łac. sulcus sinus sigmoidei) znajduje się na części skalistej kości skroniowej w tylnym dole czaszki. Następnie w okolicy szczytu wyrostka zagina się prawie pod kątem prostym ku dołowi. Rzutuje się ona na 1/3 tylną część wyrostka sutkowego, gdzie pokryta jest warstwą kostną z komórkami sutkowymi. Czasami wpukla się ona w kość, redukując komórki wyrostka sutkowego i pokryta jest wtedy tylko cienką blaszką kostną. Następnie przebiega ona znów nieco ku górze, by ostatecznie skręcić ku dołowi uchodząc w opuszce żyły szyjnej wewnętrznej.
Zatoki esowate zwykle są asymetryczne. Po stronie prawej zatoka jest lepiej rozwinięta. Słabsze wykształcenie lewej zatoki tłumaczy się zanikiem w rozwoju lewej żyły głównej górnej.

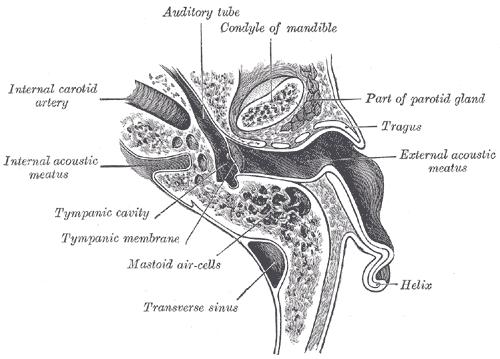
Przekrój poprzeczny przez kość skroniową prawą na wysokości przewodu słuchowego zewnętrznego (External acoustic meatus) – widok od góry. Zatoka esowata zaznaczona tu jako Transverse sinus. Widoczne także w bliskim sąsiedztwie komórki sutkowe

## Zmienność przebiegu
W swoim przebiegu zatoka esowata wykazywać może liczne odchylenia ważne podczas operacji otochirurgicznych. Prawidłowa odległość w dobrze spneumatyzowanym (upowietrznionym) wyrostku sutkowym, od jej przedniego brzegu do tylnej powierzchni przewodu słuchowego zewnętrznego wynosi 14,56 mm, przy wyrostku sklerotycznym – 10,55 mm.
Przodowanie zatoki esowatej (łac. antepositio sinus sigmoidei lub sinus procumbens) to sytuacja, gdy jej ściana przednia zachodzi na boczną powierzchnię jamy sutkowej. Przodowanie zatoki częściej obserwuje się po stronie prawej. W czaszkach brachycefalicznych, przodowanie może być tak duże, że ściana zatoki esowatej przylega do przewodu słuchowego zewnętrznego. Zwykle przodowanie zatoki występuje przy małym, niewydatnym kolcu nadprzewodowym kości skroniowej.
Inne anomalie zatoki esowatej:
- aplazja zatoki esowatej – występująca zwykle po stronie lewej
- zdwojenie zatoki esowatej
- uwypuklenie zatoki esowatej

Do zatoki esowatej wpada występująca niestale żyła wypustowa sutkowa. Łączy ona zatokę esowatą z żyłami czaszki. W przypadku zakrzepowego zapalenia zatoki esowatej ulega ona obrzękowi (objaw Griesingera).